# Казанкин, Сергей Петрович
Сергей Петрович Казанкин (1874 — 1930) — советский работник здравоохранения, врач, Герой Труда.

## Биография
Родился 27 июня 1874 года в селе Рындино Цивильского уезда Российской империи.
Окончил медицинский факультет Казанского университета в 1894 году. Затем работал ассистентом хирургической клиники в Казани (1895—1903 годы). В 1904—1909 годах был войсковым хирургом, участник Русско-японской войны 1904–1905 годов.
После демобилизации Казанкин работал заведующим Шихазанской сельской больницей (1910—1930 годы). Во время Первой мировой войны он внёс большой вклад в открытие госпиталя в Шихазанах. После Октябрьской революции, в годы Гражданской войны, принимал участие в создании санитарно-карантинного пункта и изолятора в Шихранах (1918—1920 годы), вёл борьбу с голодом и эпидемией сыпного тифа (1920—1922 годы).
Умер в 1930 году в селе Шихазаны Канашского района Чувашской АССР.

## Награды
- Герой Труда.